# Carlton Cuse
Carlton Cuse (Cidade do México, 22 de março de 1959) é um roteirista estadunidense.
Carlton Cuse logo veio morar em Boston, e depois Condado de Orange. Ele é formado em História Americana pela Universidade Harvard. Ele começou a sua carreira como desenvolvedor executivo, aonde, junto com Jeffrey Boam, ajudou a criar Lethal Weapon 2, Lethal Weapon 3 e Indiana Jones and the Last Crusade.
Na televisão, começou a carreira de escritor com a série Crime Story, de Michael Mann. Ele foi co-criador e produtor executivo da aclamada série da FOX, The Adventures of Brisco County, Jr..
Carlton também é o criador das séries Bates Motel e Colony, exibidas pela USA Network e A&E.
É um dos roteiristas e também produtor executivo da série Lost junto com Damon Lindelof. Cuse ganhou o Emmy, Globo de Ouro e além de outros prêmios por seu trabalho nesta série, inclusive uma nomeação na lista Time 100 como uma das 100 pessoas mais influentes do mundo em 2010.